# Vasaloppet 1925
Vasaloppet 1925 var det fjärde Vasaloppet och hölls den 8 mars 1925. Segrare blev Sven Utterström på tiden 6 timmar, 3 minuter och 55 sekunder. Loppet var det första som direktsändes i radio då Sven Jerring refererade från mållinjen i Mora.

## Bakgrund
Loppet arrangerades av IFK Mora. Sträckan var på cirka 91 km och gick till större delen på vanliga vägar. Totalt inkom 95 anmälningar, av dessa kom 91 deltagare till starten.
Det var vid detta lopp som Mora Nisse fick sin första kontakt med vasaloppet.

## Loppet
Starten gick söndagen den 8 mars 1925 kl 06:00 på Olnispagården i Berga By, efter 6 timmar 3 minuter och 55 sekunder kom Sven Utterström först i mål i Mora. 85 deltagare fullföljde loppet. Lindgren belönades med segerkransen av kranskullan Elsa Cederlund från Mora.
Klocka 13:03 gick Sven Jerring ut i direktsändning endast 30 sekunder innan segraren passerade mållinjen.

## Vinnartabell
| Placering | Startnummer | Namn             | Klubb/Land/Ort | Tid     |
| --------- | ----------- | ---------------- | -------------- | ------- |
| 1         |             | Sven Utterström  | Bodens BK      | 6:03:55 |
| 2         |             | John Lindgren    | IFK Umeå       | 6:10:39 |
| 3         |             | Algon Stoltz     | Bodens BK      | 6:10:43 |
| 4         |             | Per-Erik Hedlund | Malung SK      | 6:11:35 |
| 5         |             | Ernst Alm        | IFK Norsjö     | 6:12:50 |